# Reinado Internacional del Café 2020
El Reinado Internacional del Café 2020 es la XLIX edición del certamen Reinado Internacional del Café, que se llevó a cabo el día 11 de enero de 2020 durante el marco de la Feria de Manizales celebrada en la ciudad de Manizales, Colombia donde candidatas de 22 diferentes países productores y exportadores de café compitieron por el título y la corona internacional. Al final del evento, la reina saliente Scarlet Sánchez de Colombia coronó a Iris Guerra de El Salvador como su sucesora.
El concurso fue transmitido por el canal regional Telecafé con señal abierta en línea en vivo para más de 100 países a través de su página de web. También a través de la cadena internacional Nuestra Tele y el canal regional TRO.

## Resultados
| Posiciones                           | Candidata                        |
| ------------------------------------ | -------------------------------- |
| Reina Internacional del Café 2020    | - El Salvador - Iris Guerra      |
| Virreina Internacional del Café 2020 | - México - Laura Mojica          |
| 1.ª Princesa                         | - Nicaragua - Geyssell García    |
| 2.ª Princesa                         | - Venezuela - Alessandra Sánchez |
| 3.ª Princesa                         | - Honduras - Ana Grisell Romero  |

## Premios especiales
| Premio              | Candidata                        |
| ------------------- | -------------------------------- |
| Mejor Cabello       | - Colombia - Valentina Duarte    |
| Mejor Sonrisa       | - Venezuela - Alessandra Sánchez |
| Mejores Piernas     | - Bolivia - Valentina Pérez      |
| Reina de la Policía | - Panamá - Britani Osbourne      |

## Candidatas
22 candidatas participaron en la final.
| País        | Candidata                               | Edad | Estatura | Lugar de Origen         |
| ----------- | --------------------------------------- | ---- | -------- | ----------------------- |
| Bolivia     | Valentina Pérez Medina                  | 22   | 1.75 m   | Sucre                   |
| Brasil      | Bianca Giacomine Loyolla                | 26   | 1.74 m   | Linhares                |
| Canadá      | Alysha Melinda Ortiz                    | 26   | 1.70 m   | Calgary                 |
| Colombia    | Valentina Duarte Galvis                 | 21   | 1.73 m   | Floridablanca           |
| Costa Rica  | Valeria Michelle Sáenz Mena             | 19   | 1.70 m   | Guanacaste              |
| Cuba        | Laura Rodríguez García                  | 24   | 1.70 m   | La Habana               |
| Ecuador     | Allyson Magaly Matamoros Yepes          | 26   | 1.76 m   | Guayaquil               |
| El Salvador | Iris Yazminhe Guerra Rivera             | 25   | 1.78 m   | Santa Ana               |
| España      | Beatriz Ribes Moreno                    | 24   | 1.76 m   | Valencia                |
| Guatemala   | Edytha Alexandra Alfaro Martínez        | 26   | 1.75 m   | Cuilapa                 |
| Honduras    | Ana Grisell Romero Nájera               | 21   | 1.73 m   | Olanchito               |
| Japón       | Yuka Araki                              | 25   | 1.72 m   | Saga                    |
| México      | Laura Mojica Romero                     | 24   | 1.74 m   | Veracruz                |
| Nicaragua   | Geyssell Lined García Navarrete         | 24   | 1.77 m   | Chontales               |
| Panamá      | Britani Valeri Osbourne Torres          | 23   | 1.70 m   | La Chorrera             |
| Paraguay    | Cynthia Verónica Florenciani Agüero     | 24   | 1.65 m   | General Elizardo Aquino |
| Perú        | Flavia Alessandra Núñez Borrero         | 24   | 1.68 m   | Lima                    |
| Polonia     | Natalia Daria Pigula                    | 25   | 1.75 m   | Lodz                    |
| Portugal    | Daniela Sofia Real Clara                | 20   | 1.70 m   | Évora                   |
| Serbia      | Andrea Gavric                           | 25   | 1.80 m   | Los Ángeles             |
| Uruguay     | Ana Yanina Lucas Rodríguez              | 24   | 1.70 m   | Montevideo              |
| Venezuela   | Alessandra María Chiara Sánchez Cardola | 20   | 1.76 m   | Caracas                 |